# Antoni Tadeusz Wawrzecki
Antoni Tadeusz Wawrzecki ze Skrzetuszewa herbu Rola – stolnik brasławski w 1736 i 1764 roku,  sędzia wojsk Wielkiego Księstwa Litewskiego w 1764 roku, podstarości brasławski w latach 1730–1737.
Był elektorem Stanisława Augusta Poniatowskiego z powiatu brasławskiego w 1764 roku.